# Siikaluoto (ö i Norra Savolax, Nordöstra Savolax, lat 62,71, long 28,62)
Siikaluoto är en halvö i Finland. Den ligger i sjön Juojärvi och i kommunen Tuusniemi i den ekonomiska regionen  Nordöstra Savolax ekonomiska region  och landskapet Norra Savolax, i den sydöstra delen av landet, 300 km nordost om huvudstaden Helsingfors. Öns area är 0,3 hektar och dess största längd är 130 meter i sydväst-nordöstlig riktning.